# Monterrey Open 2014
Monterrey Open 2014 byl tenisový turnaj pořádaný jako součást ženského okruhu WTA Tour, který se hrál v areálu tenisového oddílu Sierra Madre Tennis Club na otevřených dvorcích s tvrdým povrchem. Konal se mezi 31. březnem až 6. dubnem 2014 v mexickém městě Monterrey jako 6. ročník turnaje.
Turnaj s rozpočtem 500 000 dolarů patřil do kategorie WTA International Tournaments. Nejvýše nasazenou hráčkou ve dvouhře byla světová dvanáctka Flavia Pennettaová z Itálie, která prohrála v úvodním kole s japonskou veteránkou Kimiko Dateovou Krummovou. Druhý turnajový titul v probíhající sezóně získala druhá nasazená Ana Ivanovićová, když porazila krajanku Jovanu Jakšićovou. Jednalo se o historicky první finále dvou srbských hráček na okruhu WTA Tour. Vítězná Ivanovićová k tomu po skončení dodala: „Myslím, že jsme si to obě užily. Bylo to poprvé, co si tenistky z naší země zahrály společné finále na WTA.“

## Ženská dvouhra

### Nasazení
| Stát      | Hráčka               | WTA1) | Nasazení |
| --------- | -------------------- | ----- | -------- |
| Itálie    | Flavia Pennettaová   | 12.   | 1.       |
| Srbsko    | Ana Ivanovićová      | 13.   | 2.       |
| Dánsko    | Caroline Wozniacká   | 18.   | 3.       |
| Belgie    | Kirsten Flipkensová  | 23.   | 4.       |
| Španělsko | Garbiñe Muguruzaová  | 34.   | 5.       |
| Slovensko | Magdaléna Rybáriková | 36.   | 6.       |
| Itálie    | Karin Knappová       | 50.   | 7.       |
| Portoriko | Mónica Puigová       | 58.   | 8.       |

- 1) Žebříček WTA k 17. březnu 2014.

### Jiné formy účasti
Následující hráčky obdržely divokou kartu do hlavní soutěže:
- Kirsten Flipkensová
- Ximena Hermosová
- Marcela Zacaríasová

Následující hráčky postoupily z kvalifikace:
- Julia Boserupová
- Dalila Jakupovičová
- Luksika Kumkhumová
- Aleksandra Wozniaková

### Odhlášení
před zahájením turnaje
- Viktoria Azarenková (zranění prstu)
- Nadija Kičenoková
- Mandy Minellaová (otok v pravé paži)[2]
- Laura Robsonová

### Skrečování
- Ajumi Moritová

## Ženská čtyřhra

### Nasazení
| Stát       | Hráčka             | Stát          | Hráčka                   | WTA1) | Nasazení |
| ---------- | ------------------ | ------------- | ------------------------ | ----- | -------- |
| Maďarsko   | Tímea Babosová     | Bělorusko     | Olga Govorcovová         | 93.   | 1.       |
| Polsko     | Gabriela Dabrowská | Gruzie        | Oxana Kalašnikovová      | 107.  | 2.       |
| Chorvatsko | Darija Juraková    | Spojené státy | Megan Moultonová-Levyová | 110.  | 3.       |
| Japonsko   | Kimiko Dateová     | Česko         | Karolína Plíšková        | 140.  | 4.       |

- 1) Žebříček WTA k 17. březnu 2014; číslo je součtem umístění obou členek páru.

### Jiné formy účasti
Následující páry obdržely divokou kartu do hlavní soutěže:
- Alejandra Cisnerosová /  Camila Fuentesová
- Victoria Rodriguezová /  Marcela Zacaríasová

### Odhlášení
v průběhu turnaje
- Kimiko Dateová (poranění pravé dolní končetiny)

## Přehled finále

### Ženská dvouhra
- Ana Ivanovićová vs.  Jovana Jakšićová, 6–2, 6–1

### Ženská čtyřhra
- Darija Juraková /  Megan Moultonová-Levyová vs.  Tímea Babosová /  Olga Govorcovová, 7–6(7–5), 3–6, [11–9]